# Hrabstwo Greene (Missisipi)
Hrabstwo Greene (ang. Greene County) – hrabstwo w stanie Missisipi w Stanach Zjednoczonych. Obszar całkowity hrabstwa obejmuje powierzchnię 718,69 mil² (1861,4 km²). Według szacunków United States Census Bureau w roku 2009 miało 14 352 mieszkańców.
Hrabstwo powstało w 1811 roku.
Hrabstwo należy do nielicznych hrabstw w Stanach Zjednoczonych należących do tzw. dry county, czyli hrabstw gdzie decyzją lokalnych władz obowiązuje całkowita prohibicja.

## Miejscowości
- Leakesville
- McLain[6].

| Populacja hrabstwa w poprzednich latach | Populacja hrabstwa w poprzednich latach |
| Rok                                     | Liczba ludności                         |
| --------------------------------------- | --------------------------------------- |
| 1980                                    | 9825                                    |
| 1990                                    | 10 220                                  |
| 2000                                    | 13 299                                  |
| 2005                                    | 13 183                                  |